# Ligdia inspersata
Ligdia inspersata är en fjärilsart som beskrevs av Otto Staudinger 1879. Ligdia inspersata ingår i släktet Ligdia och familjen mätare. Inga underarter finns listade i Catalogue of Life.